# Futatsume no mado
Futatsume no mado (2つ目の窓?) è un film del 2014 diretto da Naomi Kawase, noto anche col titolo internazionale Still the Water.